# Agronom (obwód kurski)
Agronom (ros. Агроном) – chutor w zachodniej Rosji, w sielsowiecie zamostjańskim rejonu sudżańskiego w obwodzie kurskim.

## Geografia
Miejscowość położona jest nad rzeką Smierdica, 5 km od centrum administracyjnego sielsowietu zamostjańskiego (Zamostje), 6,5 km od centrum administracyjnego rejonu (Sudża), 83 km od Kurska.

## Demografia
W 2010 r. miejscowość zamieszkiwało 51 osób.